# August Heinrich Rudolf Grisebach
August Heinrich Rudolf Grisebach  (Hanôver, 17 de abril de 1814 — Göttingen, 9 de maio de 1879) foi um botânico, pteridólogo e fitogeógrafo alemão. É considerado um dos fundadores da geobotânica.

## Biografia
Estudou medicina e botânica em Göttingen e em Berlim, de 1832 a 1836, ano em que recebeu seu doutorado. Foi professor associado em Göttingen em 1841 e professor titular em 1847.
Fez viagens científicas para a região dos Alpes em 1833, para a Turquia em 1839, pelos Pirenéus em 1850 e para a Noruega em 1842.
Foi eleito membro da Academia Leopoldina em 1844. Dirigiu o Jardim botânico da Universidade de Göttingen a partir de 1875.

## Publicações
- Genera et Species Gentianearum observationibus quibusdam phytogeographicis. Stuttgart - Tübingen: J. G. Cotta, 1839. VIII, 364 s.
- Über den Einfluß des Klimas auf die Begrenzung der natürlichen Floren. Linnaea. Bd. 12, s. 159–200. 1838
- Reports on botanical geography. Royal Society Reports and Papers on Botany. Vol. 1. s 57-212. 1846.
- Reports on botanical geography. Royal Society Reports and Papers on Botany. Vol. 2, s. 317–493. 1849.
- Commentatio de distributione Hieracii Generis per Europam geographica. Sectio prior. Revisio specierum Hieracii in Europa sponte crecentium. Gottingae: Dieterich, 1852. 80 s.
- Spicilegium Florae rumelicae et bithynicae, exhibens synopsin plantarum quas aest. 1839 legit. Brunsvigae: F. Vieweg, 1843-1844. 2 svazky. Vol. I: 1843. xiii, 407 s. - Vol. II: 1844. 548 s.
- Grundriß der systematichen Botanik für akademische Vorlesungen entworfen. Göttingen: Dietrich, 1854.
- Systematische Untersuchungen über die Vegetation de Karabeien, insbesondere der Insel Guadeloupe. Gottingen, 1857. 138 s.
- Flora of the British West Indian Islands. London: Lovell Reeve, 1864. 789 s.
- Die Vegetation der Erde nach ihrer klimatischen Anordnung. Ein Abriß der Vergleichenden Geographie der Pflanzen. 1st ed. Leipzig: W. Engelmann., 1872, 2 vol. Band I: xii, 603 s., ; Band II: x, 635 s.,  - 2nd ed. 1884.
- Catalogus Plantarum Cubensium Exhibens Collectionem Wrightianam aliasque Minores ex Insula Cuba Misas. Leipzig. 1866. iv, 301 s.
- Gesammelte Abhandlungen und kleinere Schriften zur Pflanzengeographie. Leipzig: W. Engelmann, 1880. vi, 628 s.
- Também é autor de numerosas publicações sôbre plantas da Ásia e América do Sul.